# Ludo Vandromme
Ludo Vandromme, né le 22 janvier 1945 à Kachtem (section de la ville d'Iseghem), est un coureur cycliste belge, professionnel de 1966 à 1969.

## Biographie
Il est l'oncle de la coureuse cycliste belge Sharon Vandromme née le 2 octobre 1983 à Roulers.

## Palmarès
- 1963
  - Gand-Wervik
  - 2e du Championnat de Belgique de sprint amateur sur piste
- 1964
  - 3e du Championnat de Belgique demi-fond amateur sur piste
- 1966
  - Circuit du Port de Dunkerque
  - Grand Prix Raf Jonckheere
  - Grand Prix de Péruwelz
  - 2e du Circuit du Sud-Ouest (Omloop van het Zuidwesten)
  - 2e du Grand Prix Briek Schotte
- 1967
  - Tour de Belgique :
    - 1re étape
    - 2e étape secteur b

  - 4e étape des Quatre Jours de Dunkerque
- 1968
  - Tour du Portugal :
    - 2e étape secteur B
    - 7e étape secteur A
    - 2e du Classement à points

  - 3e du Grand Prix Gemeente Kortemark
  - 3e du Grand Prix Briek Schotte
  - 9e du Tour des Flandres
- 1969
  - 2e du Circuit de Flandre orientale
  - 2e de la Gullegem Koerse